# Bogusław Wołoszański
 (décembre 2023).
Si vous disposez d'ouvrages ou d'articles de référence ou si vous connaissez des sites web de qualité traitant du thème abordé ici, merci de compléter l'article en donnant les références utiles à sa vérifiabilité et en les liant à la section « Notes et références ».
Bogusław Wołoszański est un journaliste et historien polonais spécialiste de la Seconde Guerre Mondiale. Il est né le 22 mars 1950 à Piotrków Trybunalski.

## Publications
- Droga do piekła, Route de l'enfer ;
- Encyklopedia II wojny światowej,  Encyclopédie de la Seconde Guerre mondiale (en deux volumes) ;
- Sensacje XX wieku - II wojna światowa, Sensations du vingtième siècle- La Seconde Guerre mondiale ;
- Straceńcy
- Śmiertelny pojedynek Chruszczow - Beria Kroutchev-Beria Duel mortel ;
- Tajna wojna Churchilla, Guerre secrète de Churchill ;
- Tajna wojna Hitlera, Guerre secrète de Hitler ;
- Tajna wojna Stalina, Guerre secrète de Staline
- Ten okrutny wiek, Ce siècle cruel ;
- Ocalić prawdę
- Tamten okrutny wiek
- Władcy ognia
- Operator
- Operacja Talos
- Sieć - ostatni bastion SS
- Testament Odessy
- Honor Żołnierza 1939